# اودیومتر
اودیومتر (انگلیسی: Eudiometer) یا گُنج‌سنج یا گازسنج، یک ابزار آزمایشگاهی است که تغییر در حجم یک مخلوط گاز را پس از تغییرات واکنش فیزیکی یا واکنش شیمیایی اندازه‌گیری می‌کند.

## توصیف
با توجه به واکنش مورد اندازه‌گیری، این دستگاه می‌تواند اشکال متنوعی داشته باشد. به‌طور کلی، این دستگاه شبیه به استوانه مدرج است و معمولاً در دو اندازه ۵۰ میلی‌لیتر و ۱۰۰ میلی‌لیتر یافت می‌شود. انتهای بالایی آن بسته است و انتهای پایینی آن در آب یا جیوه قرار دارد. این مایع نمونه‌ای از گاز را در داخل استوانه به دام می‌اندازد و مدرج بودن استوانه به اندازه‌گیری حجم گاز کمک می‌کند.
برای برخی واکنش‌ها، دو پلاتین (به دلیل غیرواکنشی بودن) در انتهای بسته قرار داده می‌شوند تا بتوان بین آن‌ها جرقه الکتریکی ایجاد کرد. این جرقه می‌تواند واکنش را در مخلوط گاز آغاز کند و حجم گاز پس از واکنش با استفاده از مدرج بودن استوانه اندازه‌گیری شود. استفاده از این ابزار شبیه به فشارسنج اولیه است، به جز اینکه گاز داخل، بخشی از مایع مورد استفاده را جابجا می‌کند.

## تاریخچه

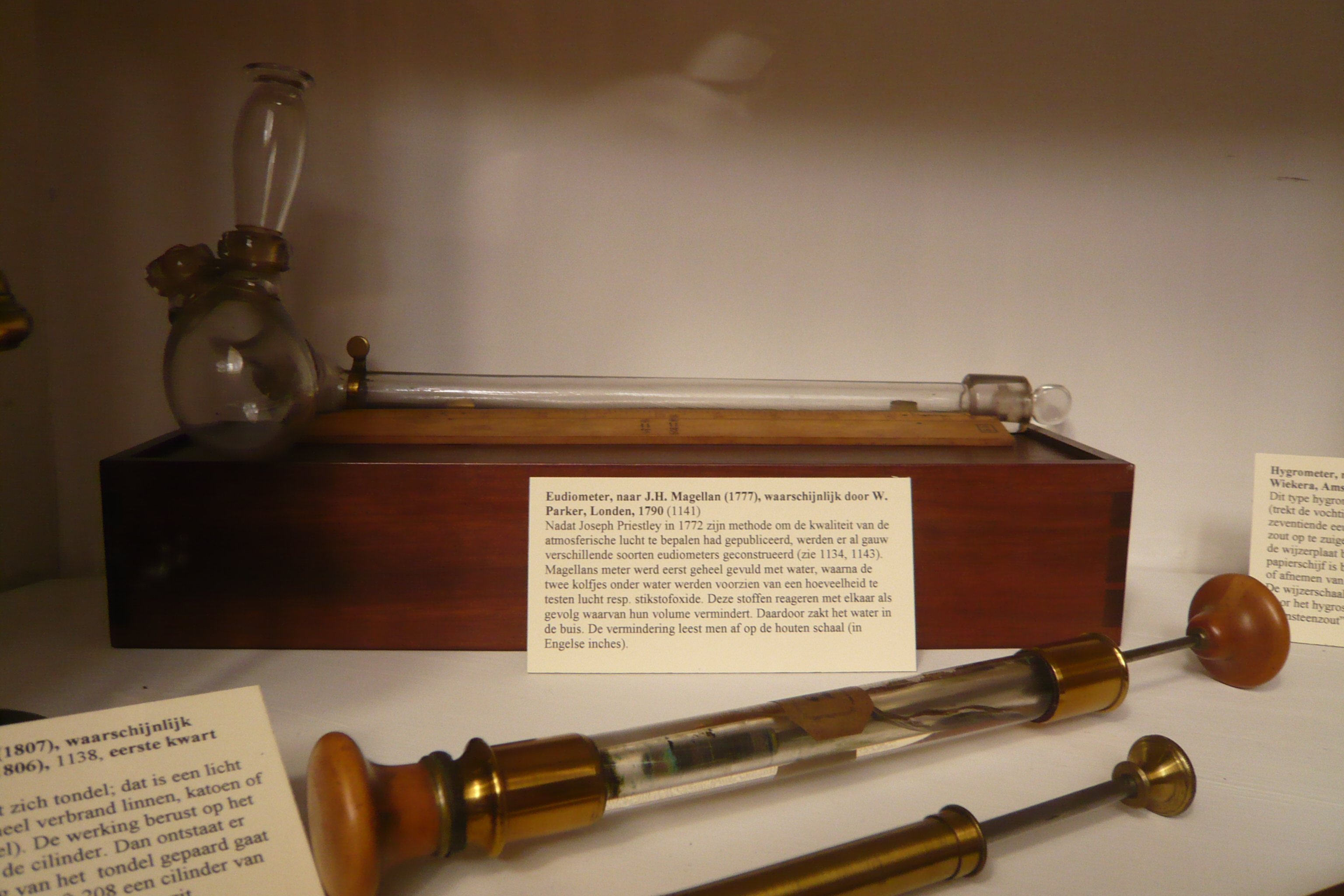
اودیومتر بر اساس طراحی ژان هیاکینت دو مگلان، موزه تایلرز

در سال ۱۷۷۲، جوزف پریستلی آزمایش‌های خود را با «هواهای» مختلف آغاز کرد و از تشت بادی بازطراحی‌شده‌ای استفاده کرد که در آن جیوه به جای آب برای به دام انداختن گازها به کار می‌رفت. از این آزمایش‌ها، پریستلی به کشف گازهای جدیدی مانند اکسیژن، هیدروژن کلرید و آمونیاک اعتبار یافت. او همچنین راهی برای تعیین خلوص یا «کیفیت» هوا با استفاده از «آزمایش هوای نیتریک» کشف کرد. عملکرد اودیومتر بر اساس انحلال‌پذیری بالاتر NO2 در آب نسبت به NO و واکنش اکسیداسیون NO به NO2 توسط اکسیژن هوا بود:
۲ NO + O2 → ۲ NO2.
مقداری هوا با NO روی آب ترکیب می‌شود و ترکیب محلول‌تر NO2 حل می‌شود و حجم باقی‌مانده هوا کمی کاهش می‌یابد. هرچه هوا غنی‌تر از اکسیژن باشد، کاهش حجم بیشتر است.
مارسیلیو لاندریانی در حال مطالعه شیمی پنوماتیک با پییترو موسکاتی بود که تلاش کردند آزمایش اسید نیتریک پریستلی برای کیفیت هوا را کمی‌سازی کنند. لاندریانی از تشت پنوماتیکی به شکل یک استوانه بلند مدرج روی آب استفاده کرد. به دلیل اینکه این دستگاه کیفیت هوا را اندازه می‌گرفت، او آن را اودیومتر نامید. یکی از همکاران موسکاتی، فلیس فونتانا نیز اودیومتری طراحی کرد که بر اساس همین اصول کار می‌کرد و کیفیت هوای اندازه‌گیری‌شده را کمی‌سازی کرد.
اودیومتر با استفاده از آزمایش هوای نیتریک راهی بود که جان اینگن هوس برای تأیید اینکه حباب‌هایی که زیر آب توسط برگ‌های گیاه در معرض نور خورشید تولید می‌شوند، حباب‌های اکسیژن هستند، استفاده کرد. توصیف او از فتوسنتز در سال ۱۷۷۹ منتشر شد و در سال ۱۷۸۵ او دربارهٔ اودیومترها در Journal de Physique (جلد ۲۶، صفحه ۳۳۹) نوشت. به گفته یک زندگی‌نامه‌نویس، اینگن هوس اشاره کرد که «بسیاری از ابزارها اودیومتر نامیده می‌شدند، اگرچه به‌طور دقیق مستحق این نام نبودند… سوءتفاهم‌هایی ممکن بود وجود داشته باشد، زیرا همه از ابزارهای یکسان استفاده نمی‌کردند.»: ۲۰۵ 
نسخه‌ای از اودیومتر که با برق کار می‌کرد توسط کنت آلساندرو ولتا (۱۷۴۵–۱۸۲۷)، فیزیک‌دان ایتالیایی که به دلیل مشارکت‌هایش در زمینه باتری و الکتریسیته شناخته می‌شود، توسعه یافت. علاوه بر عملکرد آزمایشگاهی، اودیومتر به دلیل نقشش در «تپانچه ولتا» نیز شناخته شده است. ولتا این ابزار را در سال ۱۷۷۷ برای آزمودن «کیفیت» هوا، تحلیل قابلیت اشتعال گازها، یا نمایش اثرات شیمیایی الکتریسیته اختراع کرد. تپانچه ولتا دارای یک لوله شیشه‌ای بلند بود که در انتها بسته شده بود، مشابه یک اودیومتر. دو الکترود در داخل لوله قرار داده می‌شدند و درون لوله یک فاصله جرقه ایجاد می‌کردند. استفاده اولیه ولتا از این ابزار مربوط به مطالعه گاز باتلاقی بود. تپانچه ولتا با اکسیژن و گاز دیگری پر می‌شد. مخلوط گازی با چوب‌پنبه بسته می‌شد. الکترودها می‌توانستند جرقه‌ای را در محفظه گاز ایجاد کنند و احتمالاً واکنشی را با الکتریسته ساکن از طریق الکتروفور ولتا آغاز کنند. اگر گازها قابل اشتعال بودند، آن‌ها منفجر شده و فشار در محفظه گاز افزایش می‌یافت. این فشار باعث می‌شد چوب‌پنبه به بیرون پرتاب شود. تپانچه ولتا از شیشه یا برنج ساخته می‌شد، اما به دلیل الکتریسیته، شیشه در معرض خطر انفجار قرار داشت. مطالعات گسترده ولتا در مورد اندازه‌گیری و تولید سطوح بالای جریان الکتریکی باعث شد واحد الکتریکی ولت به نام او نام‌گذاری شود.
در سال ۱۷۸۵، هنری کاوندیش از اودیومتر برای تعیین نسبت اکسیژن در جو زمین استفاده کرد.

## ریشه‌شناسی
نام «اودیومتر» از زبان یونانی εὔδιος eúdios به معنی شفاف یا ملایم گرفته شده است که ترکیبی از پیشوند eu- به معنی «خوب» و -dios به معنی «الهی» یا «مربوط به زئوس» (خدای آسمان و جو) است، همراه با پسوند -meter به معنی «اندازه‌گیری». زیرا اودیومتر در اصل برای اندازه‌گیری مقدار اکسیژن در جو زمین استفاده می‌شد که تصور می‌شد در هوای «خوب» بیشتر است. ریشه eudio- به درستی این ابزار را توصیف می‌کند.

## کاربرد

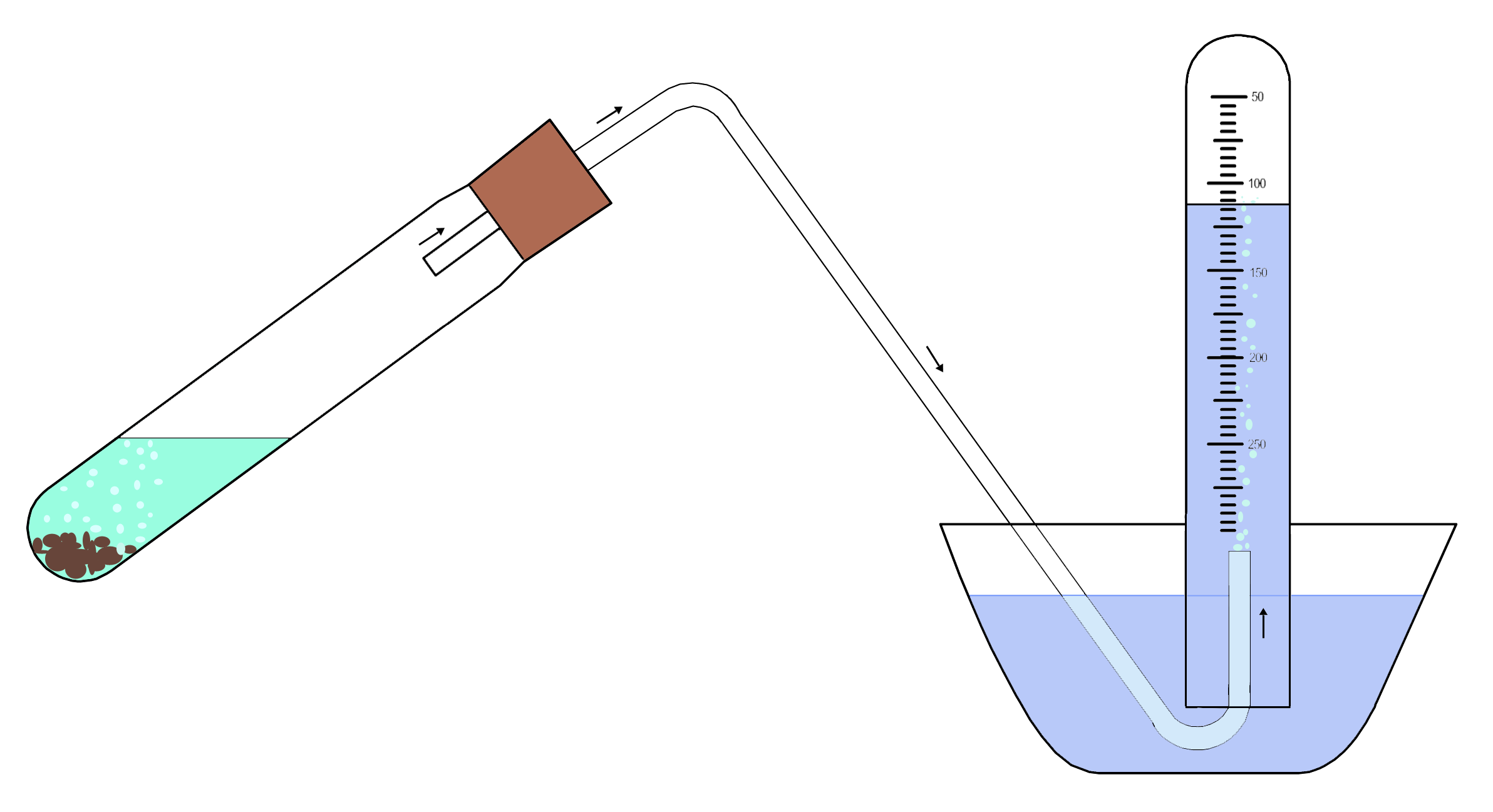
طرح اودیومتر

کاربردهای اودیومتر شامل تحلیل گازها و تعیین تفاوت حجم در واکنش‌های شیمیایی است. اودیومتر با آب پر می‌شود، به طوری که انتهای باز آن به سمت زمین قرار می‌گیرد (در حالی که انتهای باز را نگه داشته تا آب بیرون نریزد)، و سپس در یک حوض آب فرو برده می‌شود. یک واکنش شیمیایی اتفاق می‌افتد که در طی آن گاز تولید می‌شود. یکی از واکنش‌گرها معمولاً در پایین اودیومتر قرار دارد (که هنگام وارونه شدن اودیومتر به سمت پایین جریان می‌یابد) و واکنش‌گر دیگر به وسیله سیم پلاتین یا مس (به دلیل واکنش‌پذیری  پایین آن‌ها) روی لبه اودیومتر معلق می‌شود. زمانی که گاز تولیدشده از واکنش شیمیایی آزاد می‌شود، باید به داخل اودیومتر بالا رود تا آزمایشگر بتواند دقیقاً حجم گاز تولیدشده را در هر زمان خاص بخواند. معمولاً شخص حجم را پس از تکمیل واکنش اندازه‌گیری می‌کند. این روش در بسیاری از آزمایش‌ها، از جمله آزمایشی که در آن مقدار ثابت قانون گاز آرمانی R به‌طور تجربی تعیین می‌شود، استفاده می‌شود.
ساختار اودیومتر مشابه فشارسنج در هواشناسی است. به‌طور مشابه، اودیومتر از آب برای آزادسازی گاز به داخل لوله اودیومتر استفاده می‌کند و گاز را به مقدار قابل مشاهده و اندازه‌گیری تبدیل می‌کند. اندازه‌گیری صحیح فشار هنگام انجام این آزمایش‌ها برای محاسبات مربوط به معادله PV=nRT حیاتی است، زیرا فشار می‌تواند چگالی گاز را تغییر دهد.